# ウィーンフィル・ニューイヤーコンサート2025

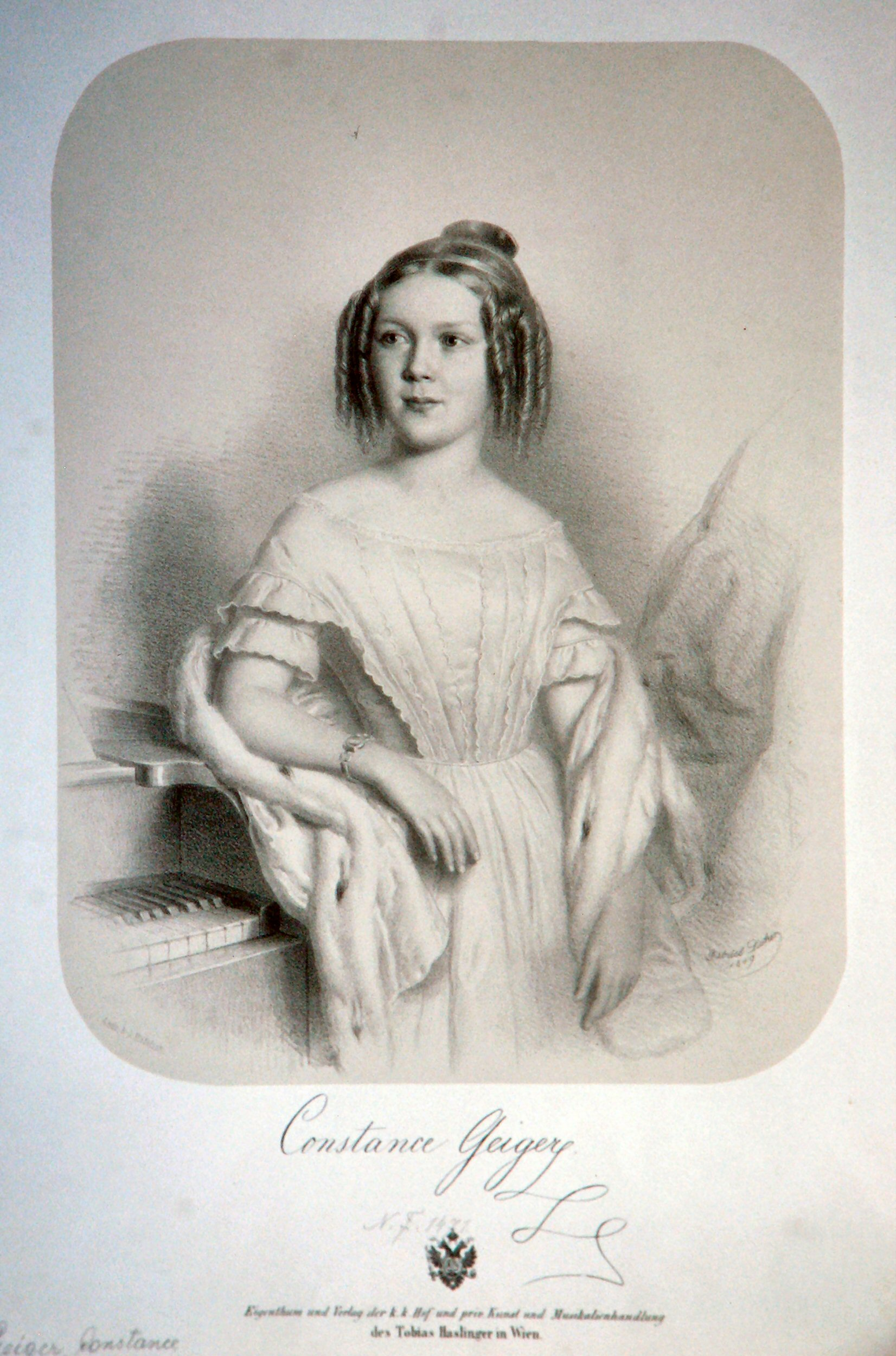
少女時代のコンスタンツェ・ガイガー（ガブリエル・デッカーによる1849年の肖像画）

ウィーンフィル・ニューイヤーコンサート2025（ドイツ語: Neujahrskonzert der Wiener Philharmoniker 2025）は、ウィーン・フィルハーモニー管弦楽団による第85回ニューイヤーコンサート。2025年1月1日にウィーン楽友協会大ホールで開催された。リッカルド・ムーティが7度目の指揮を務めた。プログラムには初めて女性の作品、コンスタンツェ・ガイガーの『フェルディナンドのワルツ』が登場した。

## 概要
リッカルド・ムーティはこれまで1993年、1997年、2000年、2004年、2018年、2021年のニューイヤーコンサートを指揮している。ナポリ生まれの指揮者ムーティは、ウィーン・フィルハーモニー管弦楽団との共演は2025年に55年目を迎える。1973年以来、ウィーン楽友協会、ザルツブルク音楽祭、コンサート・ツアーで500回以上のコンサートを指揮している。
コンスタンツェ・ガイガー（1835年 - 1890年）はシュトラウス一家と親交があり、彼女の作品も演奏された。彼女は野心的な両親から「ピアノの神童」として紹介され、9歳で作曲を始めた。ガイガー最初の伝記は、ウィーン・フィルハーモニー管弦楽団のヴァイオリニスト、ライムント・リシーによって2024年に出版された。今年のニューイヤーコンサートのオープニング曲であるヨハン・シュトラウス1世の『自由行進曲』と、最後のアンコール曲である同作曲家の『ラデツキー行進曲』も『フェルディナンドのワルツ』と同じ1848年に作曲された。ヨハン・シュトラウス1世は、『フェルディナンドのワルツ』を含め、1848年に何度かコンスタンツェ・ガイガーの作品を演奏している。
ムーティはコンサートに向けて「音楽は魂にとって最良の薬である。」と説いた。彼はこのコンサートを、ウィーンから世界に発信される「平和のメッセージ」だと考えている。「私たち音楽家は、残念ながら世界のほんの一部にすぎません。私たちが平和、美、調和に貢献できることはわずかですが、とても重要なことです。」と続けた。そして、アンコール2曲目の『美しく青きドナウ』の前、フィルハーモニー管弦楽団伝統の「新年おめでとう！」という挨拶の後、指揮者は母国語であるイタリア語で「平和、絆、愛を全世界に！」と祈った。
2025年はヨハン・シュトラウス2世の生誕200年にあたり、それを記念してプログラム全17曲中10曲は、ヨハン・シュトラウス2世の作品である。

## 演奏曲目

### 第一部
1. 『自由行進曲』op. 226（ヨハン・シュトラウス1世）
2. ワルツ『オーストリアの村つばめ』op. 164（ヨーゼフ・シュトラウス）
3. ポルカ・フランセーズ『取りこわしポルカ』op. 269（ヨハン・シュトラウス2世）
4. 『入り江のワルツ（フランス語版）』op. 411（ヨハン・シュトラウス2世）
5. ポルカ・シュネル『軽やかに、かぐわしく』op. 206（エドゥアルト・シュトラウス1世）

### 第二部
1. 喜歌劇『ジプシー男爵』序曲（ヨハン・シュトラウス2世）
2. 『加速度ワルツ』op. 234（ヨハン・シュトラウス2世）
3. 喜歌劇『すみれ娘』から　行進曲『愉快な兄弟』（ヨーゼフ・ヘルメスベルガー2世）*
4. 『フェルディナントのワルツ』Op. 10（コンスタンツェ・ガイガー、編曲ウォルフガング・デルナー）*
5. ポルカ・シュネル『あれか、これか』op. 403（ヨハン・シュトラウス2世）
6. ワルツ『トランスアクツィオン』op. 184（ヨーゼフ・シュトラウス）
7. 『アンネン・ポルカ』op. 117（ヨハン・シュトラウス2世）
8. 『トリッチ・トラッチ・ポルカ』op. 214（ヨハン・シュトラウス2世）
9. ワルツ『酒、女、歌』op. 333（ヨハン・シュトラウス2世）

### アンコール
1. ポルカ・シュネル『インドの舞姫（英語版）』op. 351（ヨハン・シュトラウス2世）
2. ワルツ『美しく青きドナウ』op. 314（ヨハン・シュトラウス2世）
3. 『ラデツキー行進曲』op. 228（ヨハン・シュトラウス1世）

「*」印は、ニューイヤーコンサートのプログラムに初めて登場する作品。

## 中継放送
ニューイヤーコンサートの模様は、ブラジル、ドイツ、イスラエル、イタリア、ウクライナ、アメリカの放送局を含む90を超える国と地域のテレビや配信などで生中継された。